# باسكوال توماس
باسكوال توماس (بالإسبانية: Pascual Tomás)‏ هو نقابي وسياسي إسباني، ولد في 1898 في بلنسية في إسبانيا، وتوفي بنفس المكان في 1973. حزبياً، نشط في حزب العمال الاشتراكي الإسباني. وقد انتخب عضو مجلس النواب الإسباني ‏.